# Космос-2428
Космос-2428 је један од преко 2400 совјетских вјештачких сателита лансираних у оквиру програма Космос.
Космос-2428 је лансиран са космодрома Тјуратам, Бајконур, Казахстан, 29. јуна 2007. Ракета-носач је поставила сателит у орбиту око планете Земље. 